# Велехова, Нина Александровна
Нина Александровна Велехова (урожденная Канненберг; 10 декабря 1918, Москва — 12 июня 2007, там же) — российский театральный критик и писатель, известный обозреватель и аналитик театрального процесса в Советском Союзе и затем в постсоветской России на протяжении 50—90-х годов. Член ВТО РСФСР (1951), СП СССР (1964). Автор ряда книг, посвященных Всеволоду Мейерхольду и его режиссёрской школе, а также многообразным процессам и явлениям современного театра.

## Биография
Родилась в Москве в семье переехавших в столицу в начале прошлого века уроженцев Баку — обрусевшего немца Александра Александровича Канненберга, личного юрисконсульта российского нефтепромышленника С. Г. Лианозова, и воспитанницы пансиона благородных девиц им. Св. Нины Александры Андреевны Ракитиной. В годы Большого террора потеряла любимого старшего брата Анатолия . В начале войны, рискуя жизнью, спасла отца от неминуемой высылки, которой подверглись все этнические немцы. Спрятав его, она предложила явившемуся с ордером наряду НКВД, что сама отправится в ссылку вместо отца. Неожиданно закончилось это, продолжавшееся более суток неравное противостояние, на протяжении которого наряд дежурил в засаде на квартире на Спиридоновке, 16, а рядом с Ниной Велеховой, тогда еще Канненберг, отказывавшейся выдать местонахождение отца, неотлучно был её однокурсник Юлий Шуб (сам — сын расстрелянного), с которым они только что расписались. Победили слабые: конвой, махнув рукой, ушел.
Любовь к театру возникла в детстве: мама Н. А. Велеховой работала машинисткой в знаменитом тогда Госцентюзе (впоследствии МТЮЗе), романтические спектакли и звезды этого театра — Лев Потемкин, Георгий Дебрие, Валентин Колесаев, Марина Зорина, Нина Сытина и другие — навсегда остались среди самых ярких театральных впечатлений будущего критика. После Госцентюза, в годы юности любимым театром стал Вахтанговский с его яркой, праздничной формой, с его великолепными актерами, в частности, самым красивым театральным дуэтом страны, Дмитрием Дорлиаком и Валентиной Вагриной, блиставшими в инсценировке «Человеческой комедии» Бальзака.

## Профессиональная деятельность
Окончила ГИТИС в 1944 году. Ученица Б. В. Алперса. Начав литературную деятельность в 1945 году, на протяжении более чем полувека регулярно выступала в периодической печати. Её острые, полемические статьи и очерки в «Литературной газете», журнале «Театр», газете «Советская культура» и др. неизменно вызывали бурные дискуссии в профессиональной среде и активный читательский отклик. Одни соглашались с её оценками — к примеру, активной поддержкой поисков Театра на Таганке или критическим отношением к творчеству режиссёра Анатолия Эфроса, — другие спорили. Человек, для которого независимость была кредо, она никогда не примыкала ни к каким группировкам — ни к «левым», ни к «правым». В те годы — что покажется сегодня парадоксальным — «правыми» именовались лояльные власти коммунистические ортодоксы, а «левыми» — либеральные фрондёры.
Сторонник яркого, метафорического и поэтического театрального языка, она была столь же последовательным критиком популярного в те годы унылого сценического «правоподобия», бескрылого, «фотографического» реализма. Собственно, первой в отечественном театроведении она стала анализировать язык режиссуры как таковой, сделав это в своей работе «Образ охлопковского спектакля» (1947) и развив впоследствии во многих статьях и книгах. Её неоднократно критиковали с высоких трибун за апологию формализма, что в те годы считалось большой «идейно-политической ошибкой».
Особая заслуга принадлежит Н. А. Велеховой в исследовании творчества Вс. Мейерхольда: её фундаментальный очерк «Говоря с Мейерхольдом» (1969) был первым после восстановления доброго имени режиссёра опытом осмысления его вклада в театральное искусство, его режиссёрского новаторства. В дальнейшем имя Мейерхольда прошло красной нитью через все её творчество. Три её главных театроведческих труда составляют трилогию, посвященную прямым ученикам Мейерхольда, выдающимся режиссёрам Николаю Охлопкову («Охлопков и театр улиц»), Борису Равенских («Одна жизнь, или История Бориса Равенских…») и Валентину Плучеку («Валентин Плучек и привал комедиантов на Триумфальной,2»).
Многие советские актеры обязаны Нине Велеховой тем, что их эфемерные создания оказались навсегда запечатлены в яркой литературной форме, будь то Евгений Самойлов — Гамлет, Николай Хмелев — князь К. в «Дядюшкином сне», Рубен Симонов — Сирано де Бержерак, Михаил Ульянов — Ричард III, Михаил Астангов — Федор Таланов в «Нашествии», Игорь Ильинский — Лев Толстой в «Возвращении на круги своя»; Геннадий Бортников — Смердяков, Ганс Шнир в «Глазами клоуна», Андрей Миронов — Фигаро, Хлестаков, Чацкий, Анатолий Папанов — Фамусов и Хлудов в «Беге», и многие другие.
Велехова много писала о драматургии, анализируя её как самостоятельный вид литературы и вместе с тем всегда рассматривая пьесы в контексте театрального процесса, будь то творчество Леонида Леонова, Иона Друцэ, Эдварда Радзинского — драматургов, которым посвящены её наиболее фундаментальные и яркие очерки. Исключительно о драматургии — её книга «Серебряные трубы».
Круг её профессиональных интересов и пристрастий был очень широк: помимо театра, Нина Велехова писала об эстраде, цирковом искусстве и многом другом.
Похоронена Н. А. Велехова в Москве, на Троекуровском кладбище.

## Семья
Муж и соратник Нины Велеховой, с которым она встретилась еще в довоенном ГИТИСе, — еще один видный театральный деятель эпохи, Юлий Шуб, заслуженный деятель искусств РСФСР, главный редактор журнала «Театр».
Сын Н. А. Велеховой и Ю. Г. Шуба — российский журналист Леонид Велехов.

## Сочинения

### Книги
- В спорах о стиле. — М.: ВТО,1963;
- Охлопков и театр улиц (серия: Жизнь в искусстве). — М.: Искусство, 1970;
- Когда открывается занавес. Статьи о театре. — М.: Искусство, 1975;
- Москва. Театры. — М.: Планета, 1979;
- Артисты — М.: Правда, 1980;
- Серебряные трубы. Советская драма вчера и сегодня. — М.: Советский писатель, 1983;
- Одна жизнь, или История режиссёра Бориса Равенских. — М.: Искусство, 1990;
- Валентин Плучек и Привал комедиантов на Триумфальной, 2 — М.: Рутена, 1999.

### Статьи и очерки
- Говоря с Мейерхольдом. 1969 г.
- Образ охлопковского спектакля // "Театр", 1954, № 6
- Все ли пути изведаны? // "Театр", 1957. № 4;
- Есть среди вас высокий парень? // Театр, 1967, № 5, с. 77
- Исчезающее пространство // Советская Молдавия, 1973, 2 июня.
- Драма как художественная структура.
- Человек и мир в пьесах Иона Друцэ.
- Метель — Формула «Метели».
- Воспитание чувств // Литературная газета, 1972, 16 февраля.
- Спектакль экзамен // Московская правда, 1973, 4 июля.
- С установкой на невозможное // Литературная газета, 1975, 20 августа.